# Caroline Aubrée
Pour les articles homonymes, voir Aubrée.
Caroline Aubrée (née le 3 février 1794 à Brest et morte le 30 mars 1877 à Lorient) est une libraire française. Elle diffuse les journaux et publications fouriéristes.

## Biographie
Marie-Anne, Jeanne, Caroline Aubrée est née le 5 pluviôse an II (3 février 1794). Son père, Jean-Louis Aubrée est maître de timonerie et sa mère est  Marie Anne Jeanne Lamotte
Elle épouse Jean Baptiste Cuzent (1787-1857) le 12 octobre 1812. Ils ont une fille, Emilie Henriette (1815-1880),. Jean Baptiste Cuzent est sculpteur au moment de son mariage, puis marchand libraire en 1832, sculpteur sur lambris à son initiation en franc-maçonnerie  le 22 avril 1833 ,  marchand libraire à Brest  en 1835 et l'annuaire des libraires pour 1841 le mentionne comme lithographe,.
Caroline Aubrée devient libraire brevetée le 25 février 1823. Elle obtient le brevet en remplacement de l'imprimeur Michel, démissionnaire, et tient, de 1823 à 1845, un magasin d'abord situé près des pensions scolaires à Brest, puis du collège municipal où elle vend des ouvrages pour la jeunesse et des manuels scolaires.  
En 1831, elle vend Le Verbe français, considéré sous le rapport de sa conjugaison de Bourson,.  
Elle est correspondante à Brest de la Librairie sociale et, à ce titre, diffuse les brochures et ouvrages fouriéristes, comme le journal Le Nouveau Monde de Charles Fourier ainsi que La Phalange de Victor Considerant qui paraît deux fois par mois pour un abonnement de 12 francs. C’est elle qui vend à Brest le médaillon de Charles Fourier, gravé par Arthur Guillot (Le Nouveau Monde, 11 octobre 1839). Elle est la première à vendre la brochure d’Édouard de Pompéry, une Exposition de la science sociale, constituée par Charles Fourier. 
En juin 1840, elle participe à la Société pour la propagation et pour la réalisation de la théorie de Fourier et cotise pour la construction d’un phalanstère expérimental, suivant l'idée lancée dans le numéro 16 du Nouveau Monde (11 décembre 1839) par Édouard de Pompéry. 
Elle est correspondante des journaux L’Union harmonienne, La Démocratie pacifique et du Comptoir central de la Librairie phalanstérienne et reçoit les brochures et les journaux du mouvement fouriériste. Cependant, la diffusion reste limitée. Une centaine d’almanachs phalanstériens sont vendus chaque année sur la ville à une cinquantaine de brestois fouriéristes.
Elle imprime aussi des estampes, dont certaines sont réalisées par son mari, Jean-Baptiste Cuzent.
En 1845, elle part pour Versailles. Une « librairie sociétaire locale » (un dépôt en fait) est alors ouvert pour diffuser la littérature fouriériste à Brest. Elle est tenue par Nicolas-Alexandre et Françoise Bourguignolle. Son brevet est annulé le 30 avril 1860 pour non-exploitation.
Elle décède le 30 mars 1877 à Lorient, rue Saint-Pierre.